# Marlen Zmorka
Marlen Zmorka (en ucraïnès Марлен Зморка; 1 de juliol de 1993) és un ciclista ucraïnès, que milita a l'equip Amore & Vita-Selle SMP.

## Palmarès
- 2013
  - 1r a la Vicenza-Bionde
  - 1r al Trofeu Raffaele Marcoli
- 2014
  - 1r al Trofeu Tosco-Umbro
  - 1r a la Coppa San Sabino
  - 1r al Trofeu Raffaele Marcoli
- 2015
  -  Campió d'Ucraïna sub-23 en contrarellotge